# Eugoa eeckei
Eugoa eeckei är en fjärilsart som beskrevs av Embrik Strand 1922. Eugoa eeckei ingår i släktet Eugoa och familjen björnspinnare. Inga underarter finns listade i Catalogue of Life.